# Indicatore universale

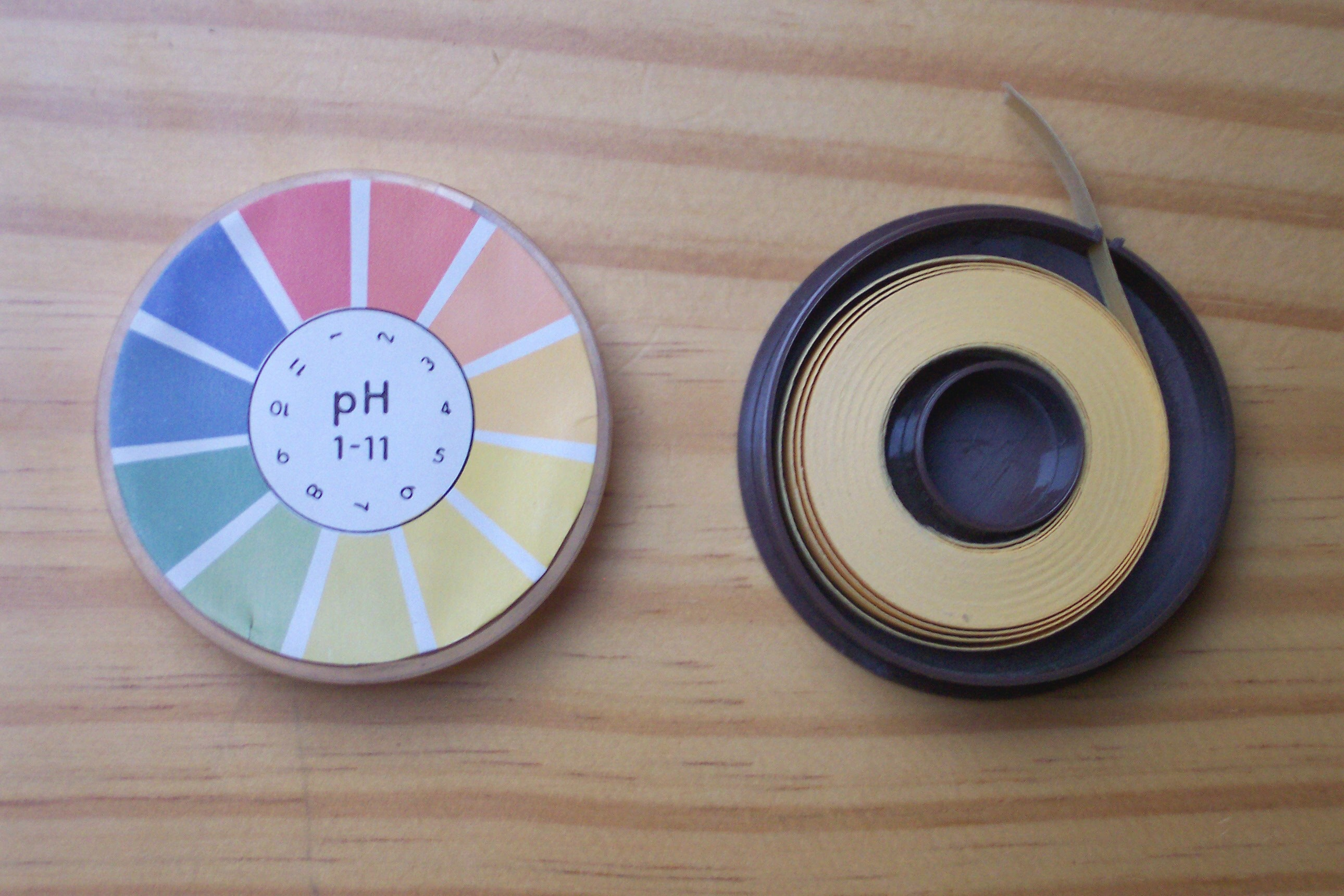
Indicatore universale sotto forma di cartina indicatrice con scala 1-11.

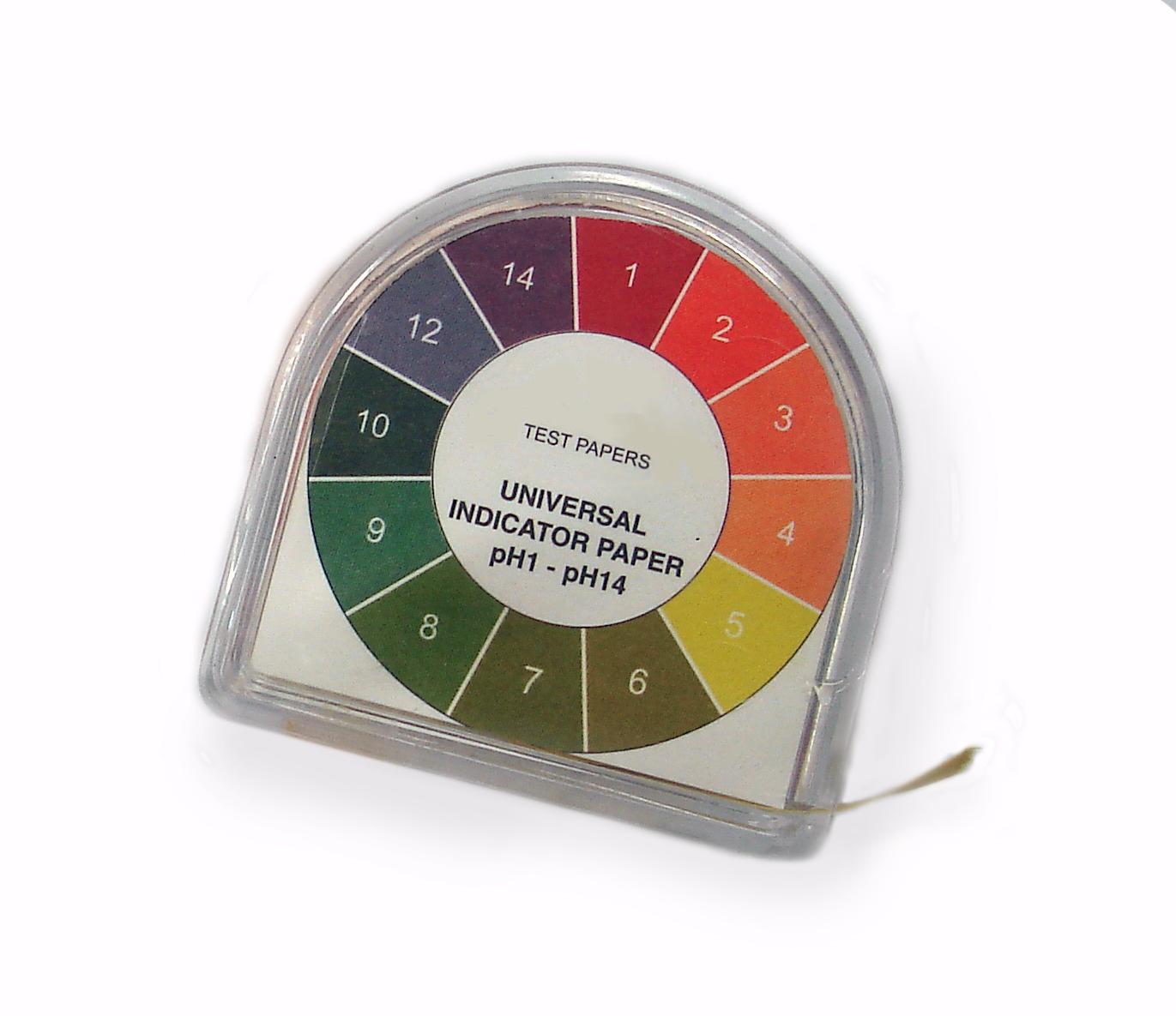
Cartina indicatrice con scala 1-14.

Un indicatore universale è un indicatore cromatico del pH, costituito da una miscela di più sostanze che poste in ambiente acquoso variano la propria colorazione in relazione al pH della soluzione. Le miscele più comunemente utilizzate sono in grado di misurare il pH in un range che va da 1 a 11 (alcune scale arrivano anche a 14) e presentano una sensibilità di 1 unità di pH, in quanto ad ogni unità corrisponde una determinata colorazione della miscela, di cui l'esempio più comune: 
| pH     | 1     | 2     | 3     | 4     | 5     | 6     | 7     | 8     | 9     | 10    | 11    | >11   |
| colore | ‌‌ ‌‌ ‌‌ ‌‌ ‌‌ ‌‌ | ‌‌ ‌‌ ‌‌ ‌‌ ‌‌ ‌‌ | ‌‌ ‌‌ ‌‌ ‌‌ ‌‌ ‌‌ | ‌‌ ‌‌ ‌‌ ‌‌ ‌‌ ‌‌ | ‌‌ ‌‌ ‌‌ ‌‌ ‌‌ ‌‌ | ‌‌ ‌‌ ‌‌ ‌‌ ‌‌ ‌‌ | ‌‌ ‌‌ ‌‌ ‌‌ ‌‌ ‌‌ | ‌‌ ‌‌ ‌‌ ‌‌ ‌‌ ‌‌ | ‌‌ ‌‌ ‌‌ ‌‌ ‌‌ ‌‌ | ‌‌ ‌‌ ‌‌ ‌‌ ‌‌ ‌‌ | ‌‌ ‌‌ ‌‌ ‌‌ ‌‌ ‌‌ | ‌‌ ‌‌ ‌‌ ‌‌ ‌‌ ‌‌ |

Trattasi di soluzioni alcoliche o idroalcoliche, costituite principalmente da tre sostanze sensibili al pH: il rosso metile, la fenolftaleina ed il blu di bromotimolo, a cui si può aggiungere il blu di timolo in determinate formulazioni. L'indicatore universale può essere usato in forma liquida (in genere per le titolazioni) o applicato a strisce di cellulosa come cartina indicatrice. Spesso la cartina indicatrice universale viene chiamata erroneamente "cartina tornasole"; trattasi quest'ultimo di un oggetto analogo e con lo stesso impiego ma con differente composizione chimica.

## Significato delle colorazioni
Nelle scale cromatiche degli indicatori universali possono comparire colorazioni che di fatto non vengono assunte dai singoli composti. La colorazione in funzione del pH della miscela è infatti la sommatoria cromatica delle diverse tinte delle singole sostanze. Ad esempio il tipico colore verde, associato a pH neutri o debolmente basici, è dato dalla presenza in miscela di specie chimiche di colore blu e giallo.
A seconda delle concentrazioni relative dei componenti, e dalla presenza o assenza del blu timolo, la miscela potrà misurare diverse scale di pH mantenendo tuttavia costante la successione di colori. Questo fa sì che possano esistere indicatori universali con diverso range ma con stessa gamma di colori dal rosso al viola.

## Indicatore universale di Yamada
Quasi tutti gli indicatori universali in commercio sono delle varianti dell'originale formulazione brevettata dal chimico giapponese Yamada nel 1923. L'indicatore ha un range che va da 4 a 10.
| pH     | 4     | 5     | 6     | 7     | 8     | 9     | 10    |
| colore | ‌‌ ‌‌ ‌‌ ‌‌ ‌‌ ‌‌ | ‌‌ ‌‌ ‌‌ ‌‌ ‌‌ ‌‌ | ‌‌ ‌‌ ‌‌ ‌‌ ‌‌ ‌‌ | ‌‌ ‌‌ ‌‌ ‌‌ ‌‌ ‌‌ | ‌‌ ‌‌ ‌‌ ‌‌ ‌‌ ‌‌ | ‌‌ ‌‌ ‌‌ ‌‌ ‌‌ ‌‌ | ‌‌ ‌‌ ‌‌ ‌‌ ‌‌ ‌‌ |

### Preparazione
Solubilizzare 0,025 g di blu di timolo, 0,060 g di rosso metile, 0,300 g di blu di bromotimolo e 0,500 g di fenolftaleina in 500 ml di etanolo. Neutralizzare la soluzione ottenuta con NaOH 0,05 M fino a colorazione verde (pH=7) e infine portare a volume con acqua fino a 1000 ml.